# Pascal Rogé
Pour les articles homonymes, voir Rogé.
Pascal (- Florent) Rogé est un pianiste français, né Mahé (changement de nom le 15/12/1976)  à Courbevoie (Seine) le 6 avril 1951. Il est considéré à travers le monde comme un grand interprète de la musique française de piano.

## Biographie
C'est en 1960 que Pascal Rogé fait une première apparition publique au piano avec les Préludes de Claude Debussy. Il remporte bientôt le 1er Prix de piano et de musique de chambre au Conservatoire de Paris et va travailler plusieurs années avec Julius Katchen. Il a dix-sept ans lorsqu'il donne ses premiers récitals dans des capitales européennes (Londres, Paris), et décroche un contrat d'exclusivité avec le label Decca. Il affectionne tout particulièrement les compositeurs français, se révélant un très grand interprète de Saint-Saëns,  Debussy, Fauré, Ravel, Poulenc. Il se produit aussi en formation de chambre, avec le trio Pasquier, ou des musiciens comme Pierre Amoyal ou Michel Portal, avec lesquels il a enregistré Poulenc ou Tchaïkovski. Il donne des récitals dans le monde entier, notamment à Londres, Leipzig, Hambourg, Vienne, Genève, Lausanne, New York, Montréal, Los Angeles, Chicago, Cleveland, Tokyo, ainsi qu'en Nouvelle-Zélande. Proche du chef d'orchestre Charles Dutoit, il est régulièrement invité au Canada à se produire avec l'Orchestre symphonique de Montréal.

## Prix
- 1er Prix du concours Long-Thibaut (1971)
- Grand Prix du concours Georges Enesco à Bucarest
- Gramophone Award du meilleur disque de l'année (Londres, 1988)
- Gramophone Award du meilleur disque de musique de chambre (Londres, 1997)

## Choix d'enregistrements
- Brahms, Variations Haendel & Fantaisies op. 116 (Decca 1978)
- Debussy, Intégrale des œuvres pour piano, (vol. 1 et 2 et 3)
- Ravel, Concerto en sol avec l'Orchestre symphonique de Montréal - direction Charles Dutoit - (Decca 1983)
- Ravel, Concerto pour la main gauche avec l'orchestre symphonique de Montréal-direction Charles Dutoit- (Decca 1983)
- Saint-Saëns, Les cinq concertos pour piano et orchestre,  Philharmonia Orchestra, Royal Philharmonic Orchestra, London Philharmonic Orchestra, dir. Charles Dutoit. (Decca 1986)
- Ravel, Chausson : Trios avec piano, (avec Mie Kobayashi, Yoko Hasegawa)
- Poulenc, Chamber music (avec Gallois, Bourgue, Portal, Cazalet, Wallez) (London, 1989)
- Poulenc, concerto pour piano, London Philharmonia Orchestra, dir. Charles Dutoit ; Sextuor pour piano et vents (avec Gallois, Bourgue, Portal, Cazalet, Wallez) (Decca, 1997)
- Tchaïkovski : Trio avec piano, op. 50 (avec Amoyal, Lodéon) (Apex)